# Anjelina Nadai Lohalith
Anjelina Nadai Lohalith est une athlète sud-soudanaise née en 1995 et réfugiée au Kenya.
Elle participe à l'épreuve du 1 500 mètres féminin aux Jeux olympiques d'été de 2016 à Rio de Janeiro et de 2020 à Tokyo en étant membre de l'Équipe olympique des réfugiés. Entre-temps, elle prend part aux Championnats du Monde d'athlétisme 2017 à Londres avec l’Équipe des Réfugiés de World Athletics et intervient au sommet One Young World à Ottawa,

## Biographie
Anjelina Nadai Lohalith est née le 1er janvier 1995 au Soudan. En 2002, elle fuit la guerre civile sud-soudanaise avec sa tante pour rejoindre le camp de réfugiés de Kakuma, dans le nord-est du Kenya.
Elle commence l'athlétisme en 2015 et rejoint le centre d’entraînement de l’ancienne marathonienne Tegla Loroupe à Ndong. Elle bénéficie d'une bourse du Comité international olympique qui lui permet d'intégrer l'année suivante la toute première équipe olympique des réfugiés aux Jeux de Rio,,.
En 2017, elle participe aux Championnats du monde d'athlétisme à Londres au sein de l'équipe des réfugiés de l'athlétisme mondial. Elle réalise un record personnel de 4 min 33 s 54 au 1 500 mètres. Elle prend part également au sommet One Young World à Ottawa, un forum mondial permettant aux jeunes leaders de discuter des problèmes mondiaux.
En juillet 2021, elle participe aux Jeux olympiques d'été de 2020 de Tokyo en 1 500 mètres aux côtés de 28 autres athlètes réfugiés,.